# Marcantonio Borghese
Marco Antonio Borghese,  3.  książę Sulmona (ur. 20 marca 1660 r. w Rzymie, zm. 22 marca 1729 r. tamże) był austriackim dostojnikiem państwowym narodowości włoskiej.
Jego rodzicami byli Giovanni Battista Borghese i Eleonora Boncompagni. Marco Antonio Borghese był w latach 1721-1722 wicekrólem Neapolu z austriackiego nadania. Jego żoną była Livia, córka Carla Spinoli, księcia Sant’Angelo.